# 遊☆戯☆王5D's (漫画)
『遊☆戯☆王5D's』（ゆうぎおうファイブディーズ）は、彦久保雅博（ストーリー）、佐藤雅史（作画）、スタジオ・ダイス（協力）による日本の漫画作品。『Vジャンプ』（集英社）にて2009年10月号から2015年3月号まで連載された。

## 概要
アニメ作品『遊☆戯☆王5D's』のメディアミックスの一環で、2009年10月号よりVジャンプにて連載が開始された作品。
5D'sの特徴であるシンクロ召喚のみならず融合モンスターも存在し、「融合」と韻を同じくしフィールドのモンスターとデッキまたは墓地のモンスターを幽合する「幽合」や、手札融合だけを可能とし発動後2ターン目に自分の墓地から手札に戻る「チャージ・フュージョン」、エクストラデッキの融合モンスターをさらに融合させる「エクストラ・フュージョン」など、融合召喚のための専用カードも多様に存在する。
アニメと異なり、決闘疾走者（ライディング・デュエリスト）はヘルメットをしていないことがほとんどであり、またスピード・ワールド関連のルールも存在しない（そのため、実質的にはDホイールに乗っているだけの通常のデュエルに近い）。
「ライディングデュエル」を「決闘疾走」と書くなど、用語は漢字にカタカナのルビを振った形となっている。
アニメ版と異なり、過去シリーズとの繋がりははっきりと明言されていない。カードゲームをすることは「デュエル」や「ライディング・デュエル」とだけ呼ばれ、「マジック&ウィザーズ」、「デュエルモンスターズ」などの固有の名称は使われていない。
時系列の上ではアニメ版よりも前の話であり、最終的に遊星が究極神に願った内容次第でアニメ版に繋がるという裏設定が存在する。

## 物語
ある日、大歓声がこだまする中、遊星とセクトの「決闘疾走」が開始される。決闘後、都市伝説とされていた「骸骨騎士」が現れ、セクトを人質にして遊星に決闘疾走を挑む。かつて感じたことの無い「闇のフィール」に苦戦しながらも骸骨騎士からセクトを救出する事に成功する。「闇の瘴気」により重症に陥ったセクトを救うべく病院へ向かう遊星。しかしその途中、「絶対王者」と畏怖されるジャック・アトラスに決闘疾走を挑まれる。何とか応戦するもののジャックの圧倒的な実力により大敗を喫してしまう。遊星はジャックとの再戦を望むため、世界最強の決闘疾走者を決める大会「D1GP」に挑む。クロウ・ホーガンや鬼柳京介を始めとした強敵との戦いを勝ち残り、セカンドステージへと駒を進める遊星。その中で、再び現れる骸骨騎士によってセクトが闇に呑まれた上に連れ去られてしまう。鬼柳やレクス・ゴドウィンにより、特定の決闘者が持つドラゴン族のカード「決闘竜」の存在を知った遊星は、決闘竜の一枚「閃珖竜 スターダスト」を手に入れ、ファイナルステージへと進んでいく。

## 登場人物

### 主要人物
不動 遊星（ふどう ゆうせい）
身長：175cm。体重：58kg。誕生日：7月7日。年齢：17歳。
本作の主人公で、サテライト最強の決闘疾走者（ライディング・デュエリスト）。アニメとは違い、最初から顔にマーカーが付いた状態で登場している（アニメとは模様が異なっている）。アニメ同様、カードに対して深い絆を見せている。口癖は逆境に置かれた際の「燃えてきたぜ！」。
使用デッキはアニメとは違うカードを使用するもデッキの種類は同じで、シンクロモンスターを軸とした【ジャンク】（またの名は「高速シンクロデッキ」）。「ジャンク」と名のついたモンスターサポートの魔法やモンスターを使用するなど、アニメのイメージデッキに対してシリーズデッキといえる。
セカンドステージではクロウ、ジャンに勝利、その後龍亞、龍可との決闘に突入し勝利。決闘門を超えた先で陰陽祭を目撃し、セクトを救出し究極神の復活を阻止するために「天錠覇王」となるべく、セイバル北天回廊で骸骨騎士との決闘疾走に挑み勝利。天錠台にてジャックと合流するも、自分の手でセクトを救い出す決意をあらためて表明した結果ジャックから「天錠覇王」を譲られ、決戦となる決闘疾走を開始する。
セクトとの決闘に勝利し、すべてが終わったと思われた矢先、死んだと思われたレクス・ゴドウィンが現れる。レクスに「解錠覇王」になったことを告げられ、レクスと決闘疾走を開始する。レクスとのデュエルでは「究極神 アルティマヤ・ツィオルキン」と「究極幻神 アルティミトル・ビシバールキン」に追い詰められるも、チューナーモンスターとして覚醒したスターダストをシンクロ素材として聖珖神竜 スターダスト・シフルを召喚し、スターダストのコンボによってレクスを倒した。
解錠覇王として儀式を完遂したことにより、その願いを一つ叶える権利を得て帰還した。この時遊星が何を願ったのかは明かされていないが、究極神が提示した可能性の中にはアニメ版を意識した「サテライトの英雄（イリアステルによる改変前の世界）」「未来王（Z-ONE）」、劇場版の「遊戯・十代との共闘（アニメ版。十代は後姿、遊戯はシルエット）」があり、ここから分岐した世界がアニメ版であることが示唆されている。
伊集院 セクト（いじゅういん-）
身長：155cm。体重：41kg。誕生日：6月4日。年齢：14歳。
遊星を「アニキ」と呼び慕いつつも、彼を越えるためにデュエルを挑む決闘疾走者。口癖は「アリ」。
使用デッキは【昆虫族】。闇の瘴気を纏って以後は【地獄蟲（ヘル・ヴァーミン）】。
「骸骨騎士」に人質にされるも遊星の活躍により解放された。その後、持っていないはずの闇のカード「魔王龍 ベエルゼ」を手にしており、後にジャックにデュエルを挑まれる。この時既にベエルゼの影響で闇の力に取り込まれつつあり、ジャックとの対戦は骸骨騎士の介入で無効試合に終わった。
着用しているゴーグルは、遊星が初めて決闘疾走で勝利した際に身に付けていたものであり、セクトが初勝利を収めた時に遊星から譲られた。
5000年ぶりに開始された陰陽祭では骸骨騎士（ルドガー）側の決闘者としてアキと対戦し勝利、「地錠覇王」として究極神覚醒の時を待っていた。その後、天錠台にて「天錠覇王」となった遊星との決闘疾走を開始。物質化した闇のフィールをホイールに装備する「漆黒闇翼（ヘル・アーマード・フィール）」を会得している。
遊星との激闘の中でベエルゼウスを破壊されたことで正気に戻り、最終的に敗北したものの遊星同様の光のフィールを会得。しかし、究極神の再封印には失敗し、アキやジャックと共に瓦礫に乗ったまま地上へと戻された。
ジャック・アトラス
身長：191cm。体重：72kg。誕生日：1月11日。年齢：19歳。
「シティ」での決闘疾走大会で10連覇を果たした事から「絶対王者（キング）」と畏怖されている決闘疾走者。
使用デッキは【王】。
排水溝で遊星に決闘疾走を挑んだ。フィールの実力においてはD・ホイールを破壊する威力を持つなど遊星を遥かに凌駕する実力者。「フィール・バニッシュ」の使い手。
自身の強さに歪んだ誇りを持つが故に他人を見下しており、相手を蔑む発言が多い。「D1GP」も「敗者復活戦」と一瞥した。それでもクロウの連続チューニングによる「超速シンクロ召喚」や、セクトが持つ「魔王龍 ベエルゼ」に反応するなど強者を求めている描写も多い。また、アニメ版と異なりコミカルな一面は一切見られない。
大きな決闘を前にすると、口癖のように「頂点は常に一人。このオレ、決闘疾走絶対王者ジャック・アトラスだ」と述べている。
セカンドステージでは出場者とは別に「仮想立体触感研究所」というかつて自分や鬼柳がいた施設（現在は廃墟）で鬼柳と再会、そこでレッド・デーモンを渡され鬼柳との決闘竜を賭けた決闘を開始、勝利する。その際鬼柳に「また挑んでこい」と言いオーガ・ドラグーンを奪わなかった。
研究所でのラスト決闘の後、レクスの養子として迎えられていたが、内実はレッド・デーモンの力を確認するためのモルモットに近い扱いであり、過酷なフィール実験を受けていた（フィール・バニッシュはこの時に体得したもの）。陰陽祭においては南天回廊でレクスとの決闘疾走に挑むも、「天穹覇龍 ドラゴアセンション」の破壊力に苦戦。最終的には「王者の疾風」によるダメージ共有（この時ドラゴアセンションの攻撃力は12000であり、適用されれば双方がライフ0）でフィール勝負に持ち込み、レクスのDホイールを完全破壊して走行時間の差で勝利。直後に自身のDホイールも爆散して南天回廊から落下したが、突風に巻き上げられ生還。ボロボロになったW・O・Fで天錠台に辿り着くも、遊星の決意を受けて「究極神の力があればちょうどいいハンデだ」と述べた上で「天錠覇王」を辞退。遊星とセクトの決闘の立会人として趨勢を見守っている。
D1GP後の特別篇では第2回D1GP優勝者の遊星を相手に統一皇帝決定戦に挑む。互いの決闘竜を軸に連続シンクロを繰り出して互角の戦いを繰り広げ、さらに遊星同様の真光激翼を会得。最終的には互いのエースモンスターによる一撃疾走に発展したが、スターダストの攻撃力を上回れず敗北した。
十六夜 アキ（いざよい-）
身長：163cm。体重：43kg。誕生日：8月16日。年齢：17歳。
デュエル・アカデミア・クイーンズ所属の決闘疾走者。「クイーン・オブ・クイーン」と呼ばれ、アカデミアの後輩からも人望が厚い。
使用デッキは【薔薇（ローズ）】。「聖魂決闘者（サイコ・デュエリスト）」であるが、その能力はドローするカードが触れた瞬間にわかる「予見する引き札（フォレッセ・ドロー）」というアニメとは異なる力である。その能力から、引くカードに合わせたカード戦術につなげる。また、アニメと異なり登場時からD・ホイールを所持している。
ジュニア時代は「デュエル・アカデミア・サンクチュアリ」に所属しており、早くも頭角を現していたが学園全体が持つ「エリート意識」を嫌い、デュエルしても常に孤独や虚しさを感じていた。過去に敗北したジャックを倒すためにD1GPに参加する。第1戦目ではシェリーに勝利したが、第2戦目の鬼柳には惜しくも一歩及ばなかった。
その後、レクスから「月華竜 ブラック・ローズ」を手渡され、「決闘巫女（デュエル・シスター）」としての5000年前の前世の記憶が覚醒。陰陽祭にて究極神の復活を阻止すべく全力で戦うが、モンスター効果と速攻魔法を駆使したセクトの前に敗北を喫した。この時は「勝利の初手（ウィナーズ・フィフス）」なる「予見する引き札」の上位版能力を所有している。

### D1GP参加者
クロウ・ホーガン
身長：174cm。体重：56kg。誕生日：9月6日。年齢：18歳。
「超速シンクロデッキ」使いのデュエリスト。アニメと異なり、ヨシという実弟がいる。
使用デッキはアニメと同じく【BF（ブラックフェザー）】。モンスターは命名則が「天文現象」＋「武器の名前」となっている。
モンスター効果を駆使した連続シンクロに由来する「黒き旋風」の異名を持ち、同じシンクロ使いの遊星に共感し、人見知りすることなく話しかける。「D1GP」トーナメント最終戦では1ターンキルを披露。絶対王者であるジャック・アトラスに火をつけた。龍亞と龍可から「ホウキ頭」呼ばわりされたことから双子、特に龍亞とは犬猿の仲である。セカンドステージでは第四決闘星宿での遊星との決闘に敗れ決闘竜の儀式を見届ける。その後第十二決闘星宿に向かいそこで決闘竜のカードを発見。そしてそのカードの闇が具現化した自分自身との決闘を開始した。
その後、経緯は不明ながらこのミラーマッチには勝利したらしく、セイバルの前でイェーガーに足止めを食っている遊星の前に「玄翼竜 ブラックフェザー」を携えて登場。彼の代わりにイェーガーと戦い、開始1ターンで粉砕した。
龍亞（るあ）
身長：145cm。体重：35kg。誕生日：6月20日。年齢：12歳。
ゴトウィンが派遣した決闘疾走者で、機械竜パワー・ツールの所有者。アニメ本編同様に無邪気な性格だが、こちらは冷酷な性格でもあり、自分たちの行いによる周囲への被害も全く気にせず、最強のデュエリストを自負している。相手を「ちゃん」付けで呼び、語尾に「じゃん」を付ける。原典とは逆に貧民であり、親はおらず、妹の龍可と力を合わせての賭け決闘疾走で生活費を得ている。病気で倒れた龍可を救うために決闘竜の所持者となった。元々は丁寧な口調で話し、元の性格は冷酷ではなく一人称も「僕」だったが、決闘竜の力の影響や、龍可の薬代を手に入れるための賭け決闘疾走で敗北した際、対戦相手たちから酷いいじめを受けたことで、性格が歪んでしまった模様。
D1GPセカンドステージへの移行の際に龍可と共にセカンドステージに参加する資格者を見極めるために、二回戦まで突破したデュエリストに闇討ちを仕掛けていた。その後、龍可と共にセカンドステージに参加した。その後牛尾を撃破し遊星との決闘に入る。
龍可（るか）
身長：146cm。体重：35kg。誕生日：6月20日。年齢：12歳。
ゴトウィンが派遣した決闘疾走者で、妖精竜エンシェントの所有者。アニメ版と異なり、寡黙で、龍亞と同じく冷酷な性格をしている。口癖は「つまらない男…」。龍亞に対しては何かと皮肉や文句を言っており「龍亞をいじめていいのは私だけ」と考えている。フードをしており、クリボン人形を常に抱きかかえている。決闘竜の所持者になる前は穏やかな笑顔を見せていた。
龍亞からプレゼントされた絵本「森の黒魔法使い」を常に持ち歩いており、手あかが付くほど読み込んで大事にしている。このため、レクスにはこの絵本に対する感情移入を利用する形で、エンシェントを介して事実上操られている状態にあった。
遊星との二戦目において、スターダストの攻撃でエンシェントが破壊されたことにより闇の瘴気が消え、正気に戻った。
鬼柳 京介（きりゅう きょうすけ）
身長：184cm。体重：68kg。誕生日：11月1日。年齢：19歳。
ジャックに因縁があるデュエリスト。アニメ同様「満足」が口癖。「無手札の鬼神（ハンドレスのきしん）」との異名を持つ。
使用デッキは【インフェルニティ】。手札を0枚に保つことで真価を発揮する「無手札必殺（ハンドレス・コンボ）」を主戦術とする。
遊星と同じく、最初からマーカーが付いた状態で登場している（姿や服装はアニメのクラッシュタウン編を、Dホイールはダークシグナー編を元にしている）。1回戦の戦いぶりで遊星に興味を持ち、「D1GP」予選を突破した。
「D1GP」トーナメント第2戦目でアキとの決闘疾走に臨み、「無手札必殺（ハンドレス・コンボ）」を封殺したアキの戦術に対して、それを先読みした戦術を披露してアキに勝利した。セカンドステージでは星宿を目指さず仮想立体触感研究所跡地でジャックと決闘。手札0に加えて、LPまで0にして戦う「無手札必殺・零式（ハンドレスコンボ・ゼロ）」というコンボで追いつめるも敗北しリタイアする。その際満足したかのような穏やかな笑みを浮かべていた。
かつてレッド・デーモンを盗み出して逃走した過去を持つが、これはジャックが研究所を去った後、たまたまレクスたちの会話を耳にして自分達がモルモットであったこと、レッド・デーモンがある限りジャックもまた同じ運命であることを知り、それを阻止すべく行動したのが理由。フィール発生装置を爆破し、仲間達を逃がした後レッド・デーモンを奪って逃走。このカードはD1GPセカンドステージにおいてジャックに返還されている。
骸骨騎士から究極神や陰陽祭、決闘巫女について聞かされており、ジャックに警告しているが流されている。
ボマー
巨大なDホイールを使用する決闘疾走者。ミッド・アメリカのチャンプに上り詰めたことから「無敗の巨人」との異名を持つ。「絶対王者」ジャック・アトラスに敗北し、「木偶の坊」と蔑まれた事から、そのリベンジのために「D1GP」に出場。その際、トーナメント第1戦目で遊星と対戦。対ジャック用に開発したフィール「フィール・プレッシャー」を出して遊星を追い詰めた。
使用するモンスターはアニメとは異なるが、銃火器類をイメージしたモンスターで相手にバーンダメージを与える戦術は共通している。
シェリー・ルブラン
デュエル・アカデミア・サンクチュアリ所属の決闘疾走者で、「女帝（エンプレス）」の異名を持つ。「D1GP」トーナメント第2戦目でアキの対戦相手となる。実はアキとはかつて「デュエル・アカデミア・サンクチュアリ」の双璧であった因縁を持つ。学園の校風から「エリート意識」が非常に強い。
使用デッキは相手の手札の変動で効果を発動する【魔法妖精（マジックエルフ）】。その他に相手のカード名を宣言し、当たった数だけ捨てさせる事ができる永続魔法「名称抹殺（ネーム・イレイザー）」や、ドローしたカード名を当てて、当たった時に捨てさせる永続罠「目殺」を用いる。アニメと異なり「聖魂決闘者（サイコ・デュエリスト）」で、相手の手札を相手の視点に立って見たものを感じることが出来る「手札明察（ハンド・スキャン）」という不思議な力を持っている。
自身の能力から、相手の手札に関する戦術を得意としている。これによりアキを追い詰めたが、「瞑目状態でカードを見ずに戦う」という奇策を取られ、自身の能力の盲点を突かれ惜しくも一歩及ばなかった。
牛尾 哲（うしお てつ）
アニメと同じく警察官決闘者で、「決闘刑事（デュエルデカ）」の異名を持つ。D1GP初戦を勝利し、2回戦進出を決めたが、セカンドステージでは二連敗を喫し、龍亞と龍可との決闘でD・ホイールが大破しリタイアとなった。アニメに比べるとやや若々しく書かれている。
氷室 仁（ひむろ じん）
D1GPトーナメント最終戦でクロウと戦ったデュエリスト。アニメと異なりプロデュエリストを引退しておらず、プロとしてのプライドが高い。
使用デッキはアニメと異なり【マシンナーズ】。
炎城 ムクロ（えんじょう-）
総勢300人のバイクレーサーチーム「スカル・フレイム」を束ねるリーダー。「D1GP」の優勝賞金を求めて参加。
「D1GP」トーナメント第2戦目で遊星との決闘疾走に臨む。1回戦では相手ライフを0にする戦法を取っていたが、遊星戦では「クロス・フィール」対策のため、【ビークル】と言う守備デッキを使用。
事前に遊星のデッキ構成を把握し、「100%防御振りの調整（クレイジー・ライブラ）」によって勝利条件の「指定のゴールを先に通過すること」を狙ったが、効果ダメージによってゴール寸前でライフを0にされた。
エリア
D1GPの参加者でエーリアンデッキを使用するデュエリスト。ファーストステージを勝ち上がったが、龍亞と龍可の闇討ちで敗北した。
アンドレ
「W・ユニコーン」のエース。3枚の星札を手に入れ、セカンドステージを2番手で通過した。
ジャン
「W・ユニコーン」の頭脳。第二決闘星宿での決闘で遊星に敗北した。
来宮 虎堂（きのみや こどう）
「サイキック・プロファイラー」の異名を持つデュエリスト。第十二決闘星宿での決闘で敗北し、リタイアとなった。
会津 大河（あいづ タイガ）
「デンジャラス・ビースト」の異名を持つデュエリスト。セカンドステージでは向かった決闘星宿の星札がことごとく既に誰かに獲得されていた。そのため決闘門の前で星札を集めた決闘者を待ち伏せし、遊星に決闘を挑むがクロス・フィールの前に敗れリタイアとなった。
アドマイヤ・ダービー
「スピード・ホルダー」の異名を持つデュエリスト。セカンドステージでは4枚の星札を手に入れ、一番に決闘門を突破した。
神楽 羅門（かぐら ラモン）
「炎と氷の反律師」の異名を持つデュエリスト。第十一決闘星宿と第十決闘星宿で2度に渡りアンドレと決闘を行うが、敗れている。
アドルフ・ミューラー
「仮面貴公子」の異名を持つデュエリスト。第五決闘星宿でアドマイヤ・ダービーと決闘を行う。

### その他
骸骨騎士（がいこつきし）
身長：189cm。体重：？kg。誕生日：12月14日。年齢：？歳。
巷で噂になっている「勝利するとカードをくれる謎のデュエリスト」にして決闘疾走者（ただしD・ホイールではなく「Dホース」という骨の馬に乗っている他、左腕にバトル・シティ編のものに似た決闘盤を装着している）。ゴドウィンとは因縁がある。
使用デッキは【劫火（ごうか）】。「幽合」魔法カードを使用した幽合召喚デッキを使用する。
夕陽の合わせ札を行ったセクトの前に現れ、彼の身柄をかけて遊星と対戦。一時は優勢となるが、ライトニング・ウォリアーの攻撃によるフィールで走行していたパイプを破壊されて足を止められ、敗北している。その後、自らの手駒として選んだセクトと闇の契約を行い、証として「魔王竜 ベエルゼ」を渡した。
D1GPファーストステージの最中、ジャックと戦うセクトの前に現れ、彼を連れて姿を消す。セカンドステージではスターダスト入手後、星札を探して走る遊星の前に現れて宣戦布告。陰陽祭においては北天回廊で待ち受け、セクト救出のために突入して来た遊星との決闘疾走を開始する。
正体はレクスの兄であり、5000年前に存在した北天大神官で、本名は「ルドガー・ゴドウィン」。生前は褐色の肌を持つ大柄な男性だった。
遊星に敗北した後、彼にレクスを究極神の闇から解放することを願う。この時点でレクスはジャックと相打ちに近い形で敗北していたが、天錠台での決闘疾走終了後に姿を表し、その願いは遊星に託された。
レクス・ゴドウィン
身長：188cm。体重：76kg。誕生日：8月21日。年齢：？歳。
ネオ・ドミノシティ治安維持局長官。「D1GP」の主催者にしてジャックの義父。聖魂決闘者を利用して何かを企んでおり、アキを決闘巫女（デュエル・シスター）と呼んでいた。骸骨騎士とは因縁がある。
使用デッキは【天輪】。決闘疾走ではジャックのものと同型のDホイールに乗る。
5000年前に存在した南天大神官であり、究極神復活のために長きに渡り暗躍していた。D1GP開催によって決闘竜の適合者が次々と現れ、最終的にセイバルへの道が開かれたことで、天錠覇王となるべく南天回廊でジャックとの決闘疾走を開始する。
自身の決闘竜「天穹覇龍 ドラゴアセンション」の力によってジャックを追い詰めるも、土壇場で発動された「王者の疾風」により互いのライフ0が確定し、フィール勝負に持ち込まれる。その結果、ジャックに先んじてDホイールが完全に破壊されて走行不能となり、走行時間の差で敗北。南天回廊から落下する。
しかし、彼は死んでおらず遊星とセクトとの決闘が終わると同時に現れ、究極神の力を取り込み、禍々しい姿へと変貌。究極神のヨリシロたる白紙のカードを媒介に、決闘竜と全てのカードの力を奪い取り（奪われたカードは普通のものは白紙、決闘竜は力を宿す前の絵柄になる）デッキを構築。解錠覇王たる遊星にだけはこの力が通用しなかったため、決闘疾走で奪い取るべく対戦を開始。
この時に使用するデッキは、白紙のカードに究極神を宿した最強の決闘「龍」を軸に、全ての決闘竜をエクストラに組み込んだものとなっている。
イシュ・キック・ゴドウィン
5000年前の決闘巫女。当時名もなき孤児であった兄弟を拾い、兄に「ルドガー」、弟に「レクス」と名付けて保護していた。当時最強の実力を誇っており、またその美貌と温厚な性格から民衆の人気も高かった。
ある陰陽祭で生死不明となり、究極神の闇に囚われてその傀儡となる。ゴドウィン兄弟はこの事実を知らず、ただイシュを取り戻すべく大神官として陰陽祭に臨んだが、この時闇に囚われたレクスと先んじて決闘疾走を開始。結果、割り込んできたルドガー共々レクスの攻撃で落命、肉体は機械神殿に葬られた。
だが、実際には究極神の力を狙う神官団に利用されて神殿に人柱として封印されており、レクスが到着した時にはその怨念から思念体と化していた。最終的には究極神に乗っ取られたレクスと戦い、ルドガー共々死亡することとなった。
究極神
セイバルに封じられていた「絶対たる力」の化身。この力と意志をカードとしたものが「究極神アルティマヤ・ツィオルキン」である。
人々の力を求める意志と儀式により徐々にその力を増大させており、10000年前に決闘巫女と光の決闘神官達が従える決闘竜の力で封じられていたが、闇の瘴気を封印像の中で滾らせていた。そして、イシュの肉体と思念による封印を破るべく、彼女と対峙したレクスを操り相打ちに持ち込ませたが、経緯は不明ながらこの時点での解放は失敗したらしく、その後影響を受けたレクスの開催したD1GP最終局面において、彼のカードに宿る形で復活。そして、アルティマヤ・ツィオルキンがスターダスト・シフルに効果破壊されたことで完全にレクスの精神を乗っ取り、自らの真の姿たる「究極幻神　アルティミトル・ビシバールキン」を召喚。遊星を追い込むも「集いし光」の効果で逆転され、さらにそれの効果で場にあった決闘竜を効果破壊したために速攻魔法の発動を許し逆転負けを喫した。
闇に染まったのは人間のエゴに対する失望に加え得手勝手で封印されたことへの恨みと、それが神官団への怒りを抱くレクスと同調したことによる暴走らしく、レクスの死と共に本来の力の化身へと戻り、陰陽祭を完遂した遊星に願いを問うている。
イェーガー
ネオ・ドミノシティ治安維持局副長官で、ゴドウィンの部下。遊星を「サテライト最強の決闘者」として「D1GP」に招待した。「D1GP」開催中、ゴドウィンの命により「闇のカード」を探索する。加速装置「Dブースト」を搭載した最新型Dホイール「デステニー・クラウン」を操る決闘疾走者。
使用デッキは【道化傀儡（ジェスター・パペット）】。「シンクロキラーデッキ」と称する。
ちなみに「イェーガー」は名字で名前は不明。代々レクスに仕えて来た一族の一人であり、彼からの信頼は篤く、いざとなれば決闘竜の所持者として陰陽祭に参加させることも考えられていたほど。レクスの忠実な部下として陰陽祭に参加すべく、決闘竜をかけてクロウと対戦するが、開始1ターンであえなく返り討ちにあった。
狭霧 深影（さぎり みかげ）
ゴドウィンの部下。
小早川 ラン（こばやかわ-）
デュエル・アカデミア・クイーンズ所属の決闘疾走者。高飛車な女性で「おーっほっほっほ!!」と高笑いするのが特徴。アキから「クイーン・オブ・クイーン」の座を奪おうとしていたが、アキとのデュエルで敗れた。
「アキvsシェリー」戦では、称号を奪えなかったことに不満そうな顔をしていたが、後の「アキvs鬼柳」戦では敗北したことを悲しんできた。鬼柳のことは「イケメンの殿方」と称した。

## 作中用語
シンクロ召喚・シンクロモンスター
「5D's」で確立された新たな召喚方法。チューナーモンスターとチューナー以外のモンスターを墓地に送ることで、そのモンスターの合計レベルと同じレベルのモンスターを召喚できる。原案は原作者の高橋和希。
漫画では本作が初登場となるが、過去のシリーズで通常もしくは効果モンスターとして描かれたモンスターがシンクロモンスターとしてOCG化されたことはある。
決闘疾走（ライディング・デュエル）
バイク型デュエルディスク、「D・ホイール」に搭乗して行われるデュエル。本作のものは、アニメ版の「スピード・ワールド」のような特殊ルールは存在せず、通常の魔法カードを使用して従来どおりのデュエルを行っている。決闘疾走をするデュエリストは決闘疾走者（ライディング・デュエリスト）と呼ばれる。
フィール
ソリッドビジョンによる擬似体感システムで、正しくは仮想立体触感（バーチャル・ソリッド・フィール）。D・ホイールを加速させる事でフィールを高めることができ、対戦相手を吹き飛ばすほどの衝撃を発生させることも可能。なお、「闇のフィール」は通常のフィールに比べ威力が高く、決闘者に与える肉体的・精神的ダメージも甚大。本来はレクスにより、カードになる前の決闘竜の力を再現するために作られたものであり、Dホイールはカモフラージュ。
フィール・プレッシャー
ボマーが対ジャック用に開発したフィール。対戦相手「一点」を攻めるのではなく、対戦相手が走り出すサーキットなどの「面」を制圧することを特化したフィール。その威力は仮想立体映像である攻撃を現実化させ、サーキットに穴を開けるほどである。
クロス・フィール
遊星が開発したフィール。対戦相手の真後ろに付いて「ラン・フォース」で走り、「激流疾走（ライディング・ストリーム）」を発生させることでその威力を高める。その衝撃波の威力は非常に強く、大型のD・ホイールを走らせるボマーを吹き飛ばすほどである。
ただし、このフィールの特性は相手のフィールを利用したいわば「カウンター」であるため、「相手が失速した場合威力がなくなる」という弱点を抱えている（事実、地錠覇王戦ではこの方法で一度破られている）。
ダブル・クロス・フィール
フィールを纏った遊星が、フィールで自身の分身を造り、相手に頼ることなく、自分一人でクロス・フィールを行う強化版。
原案では「分身で相手を攻撃する」というものだった。
クロス・フィール・ファイナル・セッション
真光激翼を遊星とセクトの二人がかりで発動し、すれ違いざまに炸裂させる。究極神を封印するために使われた。
クロス・スターダスト・フィール
遊星のフィールの最終形。スターダストによる決めの一撃の際に発動する。
100%防御振りの調整（クレイジー・ライブラ）
ムクロが使用する戦術であり、フィールの使い方。速度を上げてフィールの威力を高め、相手に攻撃を行いDホイールの速度を低下させる戦術。
この戦術を行う事で、対戦相手が常に自分より後方にいるので、デュエル要素で無く、バイクレース要素の「指定のゴールを先に通過する事」での勝利を狙う。
ムクロはこれを確実なものとするため、事前に子分を使って遊星のD・ホイールに細工を仕掛け、最高速が出ないように仕込んでいた。
フィール・バニッシュ
ジャックが使用するフィール。相手が出すフィールを、己が出すフィールで相殺する。このフィールの使い方で、ジャック自身やD・ホイールにダメージを及ぼさないようにする。レクスのもとでフィールの威力実験を受けている最中に体得した技法だが、闇のフィールは受け切れない。
フィール・バニッシュメント
ジャックが使用する絶対フィール。フィールを最大まで高め、真紅の輝きを纏う。
フィール・オブ・ドゥーム
ゴドウィンの使用する最凶殲滅の闇のフィール。使用時にはD・ホイールが紺碧の輝きを放つ。
漆黒のダーク・ハウリング
骸骨騎士の最大のフィール。
漆黒闇翼（ヘル・アーマード・フィール）
地錠覇王となったセクトが使用する闇のフィール。フィールを翼状に実体化させて装備し、物理的に相手のDホイール等を切り裂く。
真光激翼（シャイニング・アーマード・フィール）
遊星が使用する光のフィール。空を飛翔することが可能になる。漆黒闇翼を模倣して会得した技で、あちらと同じ形状の翼を形成する。統一皇帝決定戦ではジャックも会得しており、翼の色は赤。
クロス・スターダスト・フィール
遊星最強のフィール。真光撃翼の状態でスターダストの力を乗せて使用する。
一撃疾走（ワン・ショット・ラン）
デュエルの腕ではなく「フィール」の威力を競う決闘疾走。
勝敗はバイクに装備された「盾」や「紋章」（クレスト）などの破損状況で決する。
速度やタイミング等、様々な要素を熟知していなければ勝利は難しい。
サテライト
Dホイール発祥の地。
遊星やセクト達が暮らしているが、骸骨騎士などが棲む等、謎も多い。アニメと異なり実力者の集う場所という認識が強い。
最古島（サイコとう）
サテライト北西部に位置する孤島で、古の決闘の痕跡が数多く残る無人島。
D1GPセカンドステージの舞台。
聖魂決闘者（サイコ・デュエリスト）
不思議な力を持ったデュエリストの総称。アニメではカタカナ表記だったが、本作では漢字を当て字で入れている他、破壊やカードの効果発生といった力ではなく、予知や透視のような能力が表現されている。
現時点でこの能力を持っているのは十六夜アキとシェリー・ルブランの2人。
D1GP（ディーワン・グランプリ）
世界最強の決闘疾走者「決闘疾走統一皇帝（ライディングデュエル・エンペラー）」を決める大会。参加資格には人種・性別・宗教・犯罪歴を問わない。優勝者は「絶対王者」であるジャックと対戦する資格が約束される。なお、相手の不参加により一定時間以内にデュエルが行われない場合は不戦勝となる。
ファーストステージは、2戦勝ち抜きのシークレット・トーナメント方式を採用。トーナメント表が存在しないため、デュエル直前まで相手は不明。
このステージでの勝利条件は、以下の3つのいずれかを満たすこと。
- 相手LPを0にすること。
- 指定のゴールを先に通過すること。
- 相手のD・ホイールを走行不能にすること。

セカンドステージは、「星札（スターチケット）」の争奪戦。最古島に点在する第一から第十二までの「決闘星宿（デュエル・ゾディアック）」に、1から11までの星が割り振られた星札が1枚ずつ収められており、星の合計を12にして「決闘門（デュエル・ゲート）」の突破を目指す。第十二の決闘星宿の星札は、望んだ数の星が与えられる。ルートや対戦相手は自由であり、星札は余っても構わない。
しかし、その真の目的は、決闘竜の適合者の決闘疾走による究極神復活のエネルギー集め、およびレクスを天錠覇王へと仕立てるための相手探しであり、事実上レクスによる茶番劇に等しい。

決闘竜（デュエル・ドラゴン）
物語のキーカード。特定のデュエリストが使用するドラゴン族のモンスター。このカード群の中にはアニメに登場した「スターダスト・ドラゴン」「レッド・デーモンズ・ドラゴン」「パワー・ツール・ドラゴン」「エンシェント・フェアリー・ドラゴン」「ブラック・フェザー・ドラゴン」「ブラック・ローズ・ドラゴン」に似たカードが存在するが、相違点としては名称が少しながら異なっている。能力や詳細に関しては後述にて。
ゴドウィン曰く、「闇のフィール」を発する危険なカードだが、決闘者の心次第で、闇に飲まれることなく、従えさせることも可能とのこと。
作中の描写から見る限り、一度も闇に飲み込まれていないのは遊星とアキのみ（ただし、スターダストの試練で飲まれかけた。また鬼柳はジャックとの決闘で一時的に飲まれた他、ジャックは研究所のラスト決闘で勝利した後、レッド・デーモンを受け取った際に一瞬呑まれている）。
スターダスト、ブラック・ローズ、および鬼柳から返還された後のレッド・デーモンは闇の瘴気を持たず、闇の瘴気を持つ決闘竜を破壊することでそれを浄化する能力を持っている。

## キーモンスター

### ウォリアー
不動遊星が操るシンクロモンスターカード。アニメ版とは異なる。
ライトニング・ウォリアー
- レベル：7
- 属性：光
- 種族：戦士族
- 攻撃力：2400
- 守備力：1200

漫画では初となるシンクロモンスター。遊星のエースカードとして活躍した。
原作では相手モンスターを戦闘で破壊し墓地に送った時、自分の手札の数×400ポイントのダメージを相手に与える。
攻撃名は「ライトニング・パニッシャー」。相手にダメージを与える効果名は「ライトニング・レイ」。
OCGでは「相手の手札×300ポイントダメージ」に変更された。
マイティ・ウォリアー
- レベル：6
- 属性：地
- 種族：戦士族
- 攻撃力：2200
- 守備力：2000

遊星の使用するシンクロモンスター。このカードが戦闘で破壊した時、破壊したモンスターの元々の攻撃力の半分を相手プレイヤーにダメージを与える。
攻撃名は「マイティ・ナックル」。相手にダメージを与える効果名は「ロケット・ナックル」。
スカー・ウォリアー
- レベル：5
- 属性：地
- 種族：戦士族
- 攻撃力：2100
- 守備力：1000

遊星の使用するシンクロモンスター。1ターンに一度だけ戦闘では破壊されない効果と、このカードがフィールド上に存在する時は相手はこのカードを攻撃対象にしなければならない効果を持つ。遊星は、この効果からこのカードのことを「傷だらけの戦士」「不退転の戦士」と呼ぶ。
召喚時の台詞は「大地の痛みを知る傷だらけの戦士よ、その健在を示せ！」。
攻撃名は「勇敢な短剣（ブレイブ・ダガー）」。
OCGでは自身を除いた表側表示の戦士族モンスターを攻撃対象にできない効果になった。
セブン・ソード・ウォリアー
- レベル：7
- 属性：地
- 種族：戦士族
- 攻撃力：2300
- 守備力：1800

遊星の使用するシンクロモンスター。自身に装備カードが装備された時に700ポイントダメージを与える効果、装備カードの解除を任意の数だけ行うことで、その数と同数のモンスターを破壊する効果を持つ。
攻撃名は「セブン・ソード・スラッシュ」、ダメージを与える効果名は「イクイップ・ショット」。
OCGでは自身に装備カードが装備された時、1ターンに1度だけ800ポイントのダメージを与える効果、1ターンに1度、自身に装備された装備カード1枚を墓地へ送る事ができ、また自身に装備された装備カードが墓地へ送られた時、相手フィールド上に表側表示で存在するモンスター1体を破壊する事ができる効果に変更された。
カタパルト・ウォリアー
- レベル：5
- 属性：地
- 種族：戦士族
- 攻撃力：1000
- 守備力：1500

遊星の使用するシンクロモンスター。自身のモンスターをリリースする事で、その攻撃力分のダメージを相手ライフに与える効果を持つ。
Vジャンプに登場した際は攻撃力が2000になっていたが、単行本ではOCGと同じ1000に変更された。
ダメージを与える効果名は「急降下射出（ダイブ・カタパルト）」。
OCGでは1ターンに1度だけ「ジャンク」と名のついたモンスターをリリースし、元々の攻撃力分のダメージを与えることができる効果となった。
グラヴィティ・ウォリアー
- レベル : 6
- 属性：地
- 種族：戦士族
- 攻撃力 : 2100
- 守備力 : 1000

遊星の使用するシンクロモンスター。召喚時に相手フィールドのカード1枚につき攻撃力を500ポイントアップする効果と、相手ターン時に戦闘を強制する効果、戦闘後自壊する3つの効果を持つ。
攻撃名は「超重力十字爪（グランド・クロス）」、攻撃力を上げる効果名は「蛮勇引力（パワー・グラヴィテーション）」、戦闘を強制する効果名は「決闘重力場（デュエル・ジー・フィールド）」。
OCGではシンクロ召喚に成功した時、相手フィールド上に表側表示で存在するモンスター1体につき攻撃力が300ポイントアップする。また、1ターンに一度だけ相手のバトルフェイズ時に相手フィールド上に守備表示で存在するモンスター1体を選択して発動でき、選択したモンスターを表側攻撃表示にする。このターンにそのモンスターが攻撃可能であれば、必ず攻撃しなければならない。
召喚時の台詞は「事象の地平より推参せよ！」。
スターダスト・アサルト・ウォリアー
- レベル : 6
- 属性：風
- 種族：戦士族
- 攻撃力 : 2100
- 守備力 : 1200

遊星の使用するシンクロモンスター。スターダストの意匠を持つ。シンクロ召喚成功時に墓地のチューナーを蘇生させる効果と、貫通ダメージを与える効果の2つの効果を持つ。
シンクロ召喚の際の台詞は「星空を焦がす聖槍よ！！ 魂を放ち世界を醒ませ！！」。
攻撃名は「流星環穿（シューティング・ドライバー）」。
スターダスト・チャージ・ウォリアー
- レベル : 6
- 属性：風
- 種族：戦士族
- 攻撃力 : 2000
- 守備力 : 1300

遊星の使用するシンクロモンスター。シンクロ召喚成功時にカードを1枚ドローする効果と、相手フィールドの特殊召喚されたモンスターに全て攻撃出来る効果の2つの効果を持つ。
シンクロ召喚の際の台詞は「星雨を束ねし聖翼よ！！ 魂を風に乗せ世界を巡れ！！」。
全体攻撃名は「流星乱射（シューティング・クラッシャー）」。

### 決闘竜
主を持たない状態では龍の身体が円を描くようなイラストが描かれた無銘のカードであり、適合者を得ることで名前と絵柄、ステータスと効果が明記される。

#### 光の決闘竜
別名「神官の五竜」。5人の光の決闘神官（ディアク・ウム）と決闘巫女が使用する決闘竜。アニメ5D'sの「シグナーの竜」をモデルとしてデザインされており、酷似した姿を持つ。名前はモデルとなった竜から「ドラゴン」を抜いて肩書を追加した形になっている。
閃珖竜 スターダスト（せんこうりゅう-）
- レベル：8
- 属性：光
- 種族：ドラゴン族
- 攻撃力：2500
- 守備力：2000

遊星が使用するシンクロモンスターであり、「決闘竜」の1枚。セイバルの壁画に描かれた「神官の五竜」の一枚。1ターンに1度、場のカード1枚を選択し、そのカードの戦闘及びカード効果からの破壊をターン中無効にする効果を持つ。
アニメでの「スターダスト・ドラゴン」と似た姿・ステータスを持っているが、上述のとおり、効果は別物となっている。しかし破壊効果から守るという点は共通しており、スターダスト・ドラゴンと比べると、カードの破壊は出来ないものの、自身をリリースする必要がない分とターン終了時まで効果が続く事から、防御面では強化されている。
元々は第六決闘星宿に封印されており、幾多の欲望を受け続けたことで闇の瘴気を発し、全身が漆黒に染まっていた。主となるための一撃疾走に挑んだ遊星も一度はこれに呑まれかけたが、記憶に残るアキやジャックの言葉で正気を取り戻し、対話を選んだことで闇から解放され、元の姿に戻った。
実はチューナーモンスターであり、最終決戦の際に遊星がスターダストの記憶を垣間見たことでそれを思い出した（漫画ではチューナーがテキストではなく台詞でのみ説明されている、という抜け道を利用したもの）。
専用のサポートカードとして、破壊された際に場上のカードを一枚選択して破壊する速攻魔法「シューティング・ミラージュ」と、特殊召喚モンスターから直接攻撃を受けた際にドローと共に墓地から特殊召喚する「星墜つる地に立つ閃珖（スターダスト・リ・スパーク）」が存在する。
シンクロ召喚の際の台詞は「星海を切り裂く一筋の閃光よ！！ 魂を震わし世界に轟け！！」。
攻撃名は「流星閃撃（シューティング・ブラスト）」。効果名は「波動音壁（ソニック・バリア）」。
専用サポートカード「シューティング・ミラージュ」発動時は「流星幻閃撃（シューティング・ミラージュ・ブラスト）」となる。また装備魔法「不死鳥の闘翼」装備時は「流星不死鳥突撃（シューティング・フェニックス・アサルト）」。
OCGでは自分・相手ターンに1度、自分フィールド上に表側表示で存在するカード1枚を選択して発動でき、選択したカードをそのターンに1度だけ戦闘・カードの効果では破壊されなくなる効果となった。
聖珖神竜 スターダスト・シフル（せいこうしんりゅう-）
- レベル：12
- 属性：光
- 種族：ドラゴン族
- 攻撃力：4000
- 守備力：4000

遊星が使用するシンクロモンスターであり、光の決闘竜が6体全て束ねられ、創造されたカード。スターダストの究極進化形。漫画版「シューティング・クェーサー・ドラゴン」である。
1ターンに1度、対象を選ばずあらゆる破壊を無効（戦闘破壊・効果破壊を同時に無効）にする効果と、破壊を無効にした数だけ場のカードを破壊する効果、墓地から自身を除外することで墓地に存在する「スターダスト」シンクロモンスターを特殊召喚するの3つの効果を持つ。
シンクロ召喚の際の台詞は「古の天空を彩る星々よ！！ 神雨となりて世界を祓え！！」。
攻撃名は「超新星撃（シューティング・ノヴァ・ブラスト）」。破壊を無効にする効果名は「波動聖句（ソニック・バース）」、カードを破壊する効果名は「珖波動反撃（ソニック・シャイン・リバース）」。
真閃珖竜 スターダスト・クロニクル（しんせんこうりゅう-）
- レベル：10
- 属性：光
- 種族：ドラゴン族
- 攻撃力：3000
- 守備力：2500

遊星が使用するシンクロモンスターであり、金色に輝くスターダストの進化形モンスター。速攻魔法「アクセル・シンクロ（シンクロ・チューナーとシンクロモンスターのレベルを半分としてチューニング。レベルを除けばアニメでのアクセルシンクロと同様）」の効果で召喚された。漫画版「シューティング・スター・ドラゴン」である。
シンクロ召喚に使用したモンスターの数だけ破壊を無効にする効果と、フィールドを離れた時「閃珖竜 スターダスト」を特殊召喚する2つの効果を持つ。
シンクロ召喚の際の台詞は「星流れる痕に紡がれる全ての想い…！ 絆と共にこの世界を満たさん！！」。
攻撃名は「流星煌閃撃（シューティング・シャイン・ブラスト）」。破壊を無効にする効果名は「波動護魂（ソニック・ガード）」。
琰魔竜 レッド・デーモン（えんまりゅう-）
- レベル：8
- 属性：闇
- 種族：ドラゴン族
- 攻撃力：3000
- 守備力：2000

ジャックが使用するシンクロモンスターであり、「決闘竜」の1枚。セイバルの壁画に描かれた「神官の五竜」の一枚。1ターンに1度、このカード以外の攻撃表示モンスターを全て破壊する効果と、その効果で破壊出来なかった時に攻撃を制限する2つの効果を持つ。
アニメでの「レッド・デーモンズ・ドラゴン」と似た姿・ステータスを持っているが、上述のとおり、効果は別物となっている。
元々は仮想立体触感研究所に存在した主なしのカードであり、ラスト決闘で勝利したジャックに渡される。しかし、その直後にレクス達の会話を聞いてその真実を知った鬼柳により、ジャックを守るべく盗み出されていた。後に闇の瘴気を浄化された状態で、D1GPセカンドステージにおいてジャックに返還されている。
基となったカードを意識してか、攻撃名が二つある。
シンクロ召喚の際の台詞は「漆黒の闇を裂き天地を焼き尽くす孤高の絶対なる王者よ！！ 万物を睥睨しその猛威を振るえ！！」。後半の台詞はレクス戦で召喚された際に判明。
攻撃名は、火炎弾が「極獄の裁き（アブソリュート・ヘル・ジャッジ）」、パンチが「極獄の絶対独断（アブソリュート・ヘル・ドグマ）」。全体破壊効果名は「真紅の地獄炎（クリムゾン・ヘル・バーン）」。
OCGでは自分のメインフェイズ1で、このカード以外の表側攻撃表示モンスターを破壊できる。攻撃を制限する効果は、破壊効果を使用したターンにこのカード以外のモンスター全てが攻撃できなくなる（対象が破壊されなかった場合もこのカード自体は攻撃できる）効果となった。
琰魔竜 レッド・デーモン・アビス（えんまりゅう-）
- レベル：9
- 属性：闇
- 種族：ドラゴン族
- 攻撃力：3200
- 守備力：2500

ジャックが使用するシンクロモンスターで、レッド・デーモンの進化形モンスター。
戦闘ダメージを与えた時、墓地のチューナーを蘇生させる効果を持つ。
シンクロ召喚の際の台詞は「深淵の闇より解き放たれし魔王よ！！ その憤怒を爆散させよ！！」。
攻撃名は「深淵の怒却拳（アビス・レイジ・バスター）」。
琰魔竜 レッド・デーモン・ベリアル（えんまりゅう-）
- レベル：10
- 属性：闇
- 種族：ドラゴン族
- 攻撃力：3500
- 守備力：3000

ジャックが使用するシンクロモンスターで、レッド・デーモンの進化形モンスター。
戦闘ダメージを与えた時、墓地とデッキから1体ずつ同じレベルのチューナーを特殊召喚出来る効果を持つ。
シンクロ召喚の際の台詞は「泰山鳴動！！ 山を裂き地の炎と共にその身を曝せ！！」。
攻撃名は「割山激怒撃（グレート・サミット・ブレイカー）」。
琰魔竜王 レッド・デーモン・カラミティ（えんまりゅうおう-）
- レベル：12
- 属性：闇
- 種族：ドラゴン族
- 攻撃力：4000
- 守備力：3500

ジャックが使用するシンクロモンスターで、レッド・デーモンの究極進化形モンスター。漫画版「スカーレッド・ノヴァ・ドラゴン」である。
破壊したモンスターの攻撃力分のダメージを与える効果と、このカードがフィールドにいる限り戦闘破壊を無効に出来ない効果と、破壊された時墓地の「琰魔竜 レッド・デーモン」を特殊召喚して、フィールドのモンスター効果を全て無効にする効果の3つ(4つ)の効果を持つ。
シンクロ召喚の際の台詞は「孤高の絶対破壊神よ！！ 神域より舞い降り終焉をもたらせ！！」。
攻撃名は「真紅の絶対破壊（クリムゾン・アブソリュート・ブレイク）」。ダメージを与える効果名は「地獄の災厄琰弾（ヘル・カラミティ・メテオ）」。
機械竜 パワー・ツール（きかいりゅう-）
- レベル：7
- 属性：闇
- 種族：機械族
- 攻撃力：2300
- 守備力：2500

龍亞が使用するシンクロモンスターであり、「決闘竜」の1枚。セイバルの壁画に描かれた「神官の五竜」の一枚。装備魔法カードを装備したとき、デッキからカードを1枚ドローする効果と、相手の装備魔法カードを奪い、このカードに装備する2つの効果を持つ。
アニメでの「パワー・ツール・ドラゴン」と似た姿・ステータスを持っているが、上述のとおり、効果は別物となっている。
シンクロ召喚の際の台詞は「鋼の逆鱗に触れたい奴はご自由に！！」。
攻撃名は「重装解除（フルメタル・デモリション）」。ドローする効果名は「装備特典（イクイップ・ボーナス）」。相手の装備魔法を奪う効果名は「装備強奪（イクイップ・グラブリング）」。
OCGでは自分のターンに装備魔法カードが装備された時にデッキからカードを1枚ドローできるが、同名カードのこの効果は1ターンに1度しか適用されない。自分・相手ターンに1度、フィールド上に表側表示で存在する装備魔法カード1枚を正しい対象となるこのカードに装備できる。
当初は全身が黒く染まっていたが、スターダストにより戦闘破壊されてからは元のカラーに戻っている。
妖精竜 エンシェント（ようせいりゅう-）
- レベル：7
- 属性：闇
- 種族：ドラゴン族
- 攻撃力：2100
- 守備力：3000

龍可が使用するシンクロモンスターであり、「決闘竜」の1枚。セイバルの壁画に描かれた「神官の五竜」の一枚。フィールド魔法が発動した時に1枚ドローする効果と、フィールド魔法がある時に場のカード1枚を破壊できる2つの効果を持つ。
アニメでの「エンシェント・フェアリー・ドラゴン」と似た姿・ステータスを持っているが、上述のとおり、効果は別物となっている。
シンクロ召喚の際の台詞は「太古の森よりフィールドを制圧する精霊よ、かりそめの姿に身をやつし降臨せよ」。
攻撃名は「妖精靭尾（フェアリー・テイル・ウィップ）」。破壊効果名は「森葬の霊場（スピリット・ベリアル）」。
OCGではシンクロ素材に指定が無い。自分のターンにフィールド魔法が発動された場合にデッキからカードを1枚ドローするが、同名カードのこの効果は1ターンに1度しか適用されない。フィールド魔法が表側表示で存在する時にカードを破壊する効果は、対象が表側攻撃表示のモンスターに限定された。
玄翼竜 ブラックフェザー（げんよくりゅう-）
- レベル：8
- 属性：闇
- 種族：ドラゴン族
- 攻撃力：2800
- 守備力：1600

クロウが使用するシンクロモンスターであり、「決闘竜」の1枚。セイバルの壁画に描かれた「神官の五竜」の一枚。ダメージを受けた時、400ポイントにつき1枚デッキからカードを墓地へ送り、墓地へ送られたモンスター1枚につき攻撃力を400ポイントアップする効果を持つ。
アニメでの「ブラックフェザー・ドラゴン」と似た姿・ステータスを持っているが、上述のとおり、効果は別物となっている。
シンクロ召喚の際の台詞は「漆黒の風を纏い末世から飛翔せよ！」。
攻撃名は「黒怒尖闘撃（ブラック・レイジ・エントリー）」。
OCGでは、効果が1ターンに1度だけ発動できる。ダメージを受けた時にデッキからカードを墓地に送る場合、その枚数は5枚になり、その中にモンスターがあれば数を問わず400ポイントだけ攻撃力がアップする。
月華竜 ブラック・ローズ（げっかりゅう-）
- レベル：7
- 属性：光
- 種族：ドラゴン族
- 攻撃力：2400
- 守備力：1800

アキが使用するシンクロモンスターであり、「決闘竜」の1枚で、決闘巫女が使用するカード。1ターンに1度、相手がモンスターを特殊召喚した時、そのモンスターを手札に戻すことができる。アキのデッキの主力である「ローズ」モンスターの一種としても扱われるらしく、その系統のサポートカードの影響を受けている。
アニメでの「ブラック・ローズ・ドラゴン」と似た姿・ステータスを持っているが、上述のとおり、効果は別物となっている。
特殊召喚の際の台詞は「清廉なる花園に芽吹き孤高の薔薇よ、蒼き月の雫を得てここに開花せよ！」。
攻撃名は「散花の鎮魂歌（ローズ・レクイエム）」。効果名は「退華の叙事詩（ローズ・バラード）」。
OCGでは自身の特殊召喚時と、相手フィールド上にレベル5以上のモンスターが特殊召喚された時に強制発動する。また、同名カードの効果は1ターンに1度しか適用されない。

#### 闇の決闘竜
漫画版オリジナルのモンスター。全て闇のカードであり、使用者に凶々しい力を与え、通常の決闘者が持てば凶相に満ちた表情が浮かぶ。
冥界龍 ドラゴネクロ（めいかいりゅう-）
- レベル：8
- 属性：闇
- 種族：ドラゴン族
- 攻撃力：3000
- 守備力：0

骸骨騎士が使用する最上級モンスター。「幽合」によって呼び出される幽合モンスターで、「決闘竜」では唯一のシンクロモンスターでないカード。
このモンスターと戦闘を行ったモンスターは破壊されず、戦闘した相手モンスターと同ステータスのモンスターを自分フィールドに特殊召喚した上、戦闘を行った相手モンスターは攻撃力0となり、戦闘では破壊されない状態になる。これを骸骨騎士は「抜き取られた闇の魂とその抜け殻」と表現している。
幽合召喚の際の台詞は「二体の亡者の魂が冥界の主を呼びさます！！ 冥界の扉を破り現れよ！！」。
自身の効果につなげる攻撃名は「ソウル・クランチ」。
OCGでは、アンデット族モンスターを2体必要とする融合モンスターであり、エクストラデッキから特殊召喚する場合は融合召喚のみに指定されている。また、自身と同名のモンスターを複数並べることは出来ない。同ステータスのモンスターはトークンとして特殊召喚されるが、レベルではなくランクを持つエクシーズモンスターと戦闘を行った場合は特殊召喚されない。
冥界濁龍 ドラゴキュートス（めいかいだくりゅう-）
- レベル：10
- 属性：闇
- 種族：ドラゴン族
- 攻撃力：4000
- 守備力：2000

骸骨騎士が使用するシンクロモンスターであり、骸骨騎士の真の力。
戦闘破壊されない効果と、1ターンに1度、モンスターを戦闘破壊した時に追加攻撃できる効果と、自分のターン開始時に相手モンスター1体の攻撃力分のダメージを与える効果を持つ。
シンクロ召喚の際の台詞は「冥界を流るる嘆きの河より亡者の激流を逆巻き浮上せよ！！」。
攻撃名は「冥界の幽鬼奔流（ゴースト・ストリーム）」。
煉獄龍 オーガ・ドラグーン（れんごくりゅう-）
- レベル：8
- 属性：闇
- 種族：ドラゴン族
- 攻撃力：3000
- 守備力：3000

鬼柳京介が使用するシンクロモンスターであり、鬼柳の切り札。現時点で唯一「インフェルニティ」と名の付くモンスターではない。手札が0枚の時、1ターンに1度相手の魔法・罠の効果を無効にして破壊する事が出来る効果と、その効果を使用した時ターン終了時まで攻撃力が500ポイントアップする2つの効果を持つ。
専用のサポートカードとして、手札・場にカードがなく、ライフが0になった時に墓地で発動し、オーガ・ドラグーンを特殊召喚した上でその破壊以外の敗北を無効にする罠カード「煉獄の零門（れんごくのゼロ・ゲート）」が存在する。
シンクロ召喚の際の台詞は「地獄と天国の間…煉獄よりその姿を現せ」。
攻撃名は「煉獄の混沌却火（インフェルニティ・カオス・バースト）」。
OCGではチューナーが闇属性に指定され、攻撃力に関する効果が無くなった。
魔王龍 ベエルゼ（まおうりゅう-）
- レベル：8
- 属性：闇
- 種族：ドラゴン族
- 攻撃力：3000
- 守備力：3000

伊集院セクトが使用するシンクロモンスターであり、骸骨騎士が持っていた闇のカード「決闘竜」の1枚。戦闘で破壊されない効果と、プレイヤーがダメージを負ったとき、そのダメージ分攻撃力を上昇させる2つの効果を持つ。
シンクロ召喚の際の台詞は「魔神を束ねし蠅の王よ！ ムシズの走る世界に陰りを！」。
攻撃名は「魔王の赦肉祭（ベエルズ・カーニバル）」。
OCGではチューナーが闇属性に指定された。戦闘とカードの効果で破壊されないが、攻撃力の上昇は自身の戦闘と相手のカードの効果に限定されている。
魔王超龍 ベエルゼウス（まおうちょうりゅう-）
- レベル：10
- 属性：闇
- 種族：ドラゴン族
- 攻撃力：4000
- 守備力：4000

伊集院セクトが使用するシンクロモンスターであり、「魔王龍 ベエルゼ」をシンクロ素材としてシンクロ召喚された。破壊されない効果と、1ターンに1度、モンスターの攻撃力を0にしてその数値分自分のライフポイントを回復する2つの効果を持つ。
シンクロ召喚の際の台詞は「地を這いし億万の蛆虫よ！ その身をやつし天を埋めよ！！ 全ての世界は我らの掌中にあり！！」。
攻撃名は「蠅王殲滅覇軍（ベエルゼウス・ジェノサイダー）」、効果名は「蠅王覇権（ベエルゼウス・サプラマシー）」。
OCGではチューナーが闇属性に指定され、チューナー以外のモンスターは2体以上必要とされる。後半の効果の対象にできるモンスターが相手フィールド上の1体に限定され、その効果を使用したターン中は相手に与える戦闘ダメージが半分になる。また、自身がモンスターゾーンに存在する限り、自身を除く自分のモンスターは攻撃できない。
天穹覇龍 ドラゴアセンション（てんきゅうはりゅう-）
- レベル：10
- 属性：光
- 種族：ドラゴン族
- 攻撃力：?
- 守備力：3000

ゴドウィンが使用するシンクロモンスターであり、「決闘竜」の1枚。攻撃力が手札の枚数×1000となる効果と、このカードの破壊を無効にしエクストラデッキに戻しシンクロ素材を特殊召喚する効果を持つ。
シンクロ召喚の際の台詞は「天よ！！ 運命よ！！ 事象の理よ!! 巡る天輪に乗せ此処に結実せよ！！」。
攻撃名は「超次元昇天葬（アルティメット・アセンディング・ウェーブ）」。シンクロ素材を特殊召喚する効果名は「天翔輪廻（ヘブン・リンカーネーション）」。
OCGでは前半の効果はシンクロ召喚に成功した時に攻撃力が手札の枚数×800ポイントアップする効果となり、後半の効果は相手によって破壊され墓地へ送られた時にシンクロ素材を効果を無効にして特殊召喚する効果となり、同名カードのこの効果は1ターンに1度しか使用できない。

### 登場キャラクターの使用モンスター
天刑王 ブラック・ハイランダー（てんけいおう-）
- レベル：7
- 属性：闇
- 種族：悪魔族
- 攻撃力：2800
- 守備力：2300

ジャックの主力シンクロモンスター。
相手のシンクロ召喚を無効にする効果、相手モンスター1体に装備された装備カードを破壊し、1枚につき400ポイントダメージを与える効果を持つ。
シンクロ召喚の際の台詞は「天頂に輝く死の星よ！　地上に舞い降り生者を裁け！」。
攻撃名は「死兆星斬（デス・ポーラ・スレイ）」。シンクロ召喚を無効化する効果名は「死回帰線（デス・トロピクス）」。
OCGではチューナーとシンクロ素材の両方が悪魔族に指定された。シンクロ召喚を無効にする効果は、自身が表側表示で存在する限りお互いにシンクロ召喚ができない永続効果に変更された。
天狼王 ブルー・セイリオス（てんろうおう-）
- レベル：6
- 属性：闇
- 種族：獣戦士族
- 攻撃力：2400
- 守備力：1500

ジャックが使用するシンクロモンスター。
破壊され墓地に送られた時、相手モンスター1体の攻撃力をこのカードの攻撃力分ダウンさせる効果を持つ。
シンクロ召喚の際の台詞は「天を焼くシリウス、孤狼の蒼き瞳よ、地に縛られた牙無き犬共を噛み砕け！！」。
攻撃名は「天狼蒼牙（ウルフズ・ファング）」、攻撃力を下げる効果名は「蒼天昇牙（ブルー・サブレイメイション）」。
凛天使 クイーン・オブ・ローズ（りんてんし-）
- レベル：7
- 属性：地
- 種族：植物族
- 攻撃力：2400
- 守備力：1300

アキの主力モンスター。
植物族モンスター1体をリリースすることで、表側攻撃表示でアドバンス召喚する事ができる効果と、自分のスタンバイフェイズ時に1度だけ、フィールド上に表側表示で存在する攻撃力の一番低いモンスター1体を強制的に破壊する効果を持つ。
「vs小早川ラン」戦では効果を特に持っておらず、カード名の表記（下地）は「クイーン・オブ・ローズ」だった。
「vsシェリー」戦ではOCGと同じ破壊効果が付けられカード名も変更されたが、リリースを軽減できる効果は持ち合わせていない。
攻撃名は「薔薇剪定斬（ローズ・トリマー）」。破壊効果名は「薔薇埋葬（ローズ・ベリアル）」。
魔天使 ローズ・ソーサラー（まてんし-）
- レベル：7
- 属性：地
- 種族：植物族
- 攻撃力：2400
- 守備力：1300

アキの主力モンスターで「凛天使」と対を成すカード。
フィールド上の「凛天使」と入れ替えて特殊召喚する効果と、召喚された天使一体の攻撃力を加える効果を持つ。
OCGは表記が「魔天使ローズ・ソーサラー」となり、攻撃力を上げる効果は失われた。自分フィールド上に表側表示で存在する「魔天使ローズ・ソーサラー」以外の植物族モンスターを手札に戻し（手札に戻らないモンスターやトークンは不可）、手札から特殊召喚できる効果となった。また、この方法で特殊召喚した場合、フィールド上から離れるとゲームから除外される。
大凛魔天使 ローザリアン（だいりんまてんし-）
- レベル：8
- 属性：地
- 種族：植物族
- 攻撃力：2900
- 守備力：2400

アキの主力モンスターの「凛天使」と「魔天使」が「天魔合掌」によって融合された融合モンスター。本作では、アキの対ジャック用のための切り札として登場。そのため、デュエル・アカデミア・クイーンズの女生徒たちも知らなかった。
1ターンに1度、フィールド上のカードの効果を全て無効にする効果を持つ。
融合召喚の際の台詞は「天地開闢の聖地よりおいでなさい！！」。
攻撃名は「天上の収穫（ヴァルハラ・ハーベスト）」。カード効果を無効にする効果名は「休耕の冬（フォロウ・ウィンター）」。
OCGでは融合モンスターではなく、通常召喚できない効果モンスターとなった。自分の手札と墓地からレベル7以上の植物族モンスターを1体ずつゲームから除外した場合に特殊召喚できる（蘇生制限を満たせば蘇生や帰還は可能）。1ターンに1度、自身を除くフィールド上に表側表示で存在するカードの効果をエンドフェイズ時まで無効にする。
ポセイドン・オオカブト
- レベル：7
- 属性：地
- 種族：昆虫族
- 攻撃力：2500
- 守備力：2300

セクトのエースモンスター。原作では攻撃表示モンスターへ3回攻撃する効果であり、この効果だと同じモンスターに攻撃する必要は無いということになる。
攻撃名は「トライデント・スパイラル」。
OCGでは、相手フィールド上に表側攻撃表示で存在するモンスターを攻撃し、そのモンスターが戦闘によって破壊されなかった場合、同じモンスターに続けて攻撃する事ができ、3回攻撃する効果が同一モンスターに限ることになる。
起爆獣ヴァルカノン（きばくじゅう-）
- レベル：6
- 属性：地
- 種族：機械族
- 攻撃力：2300
- 守備力：1600

ボマーが使用する特攻の要素を含む効果モンスター。ボマーの戦術であるワンターン・キルにつなげる役割を果たす。
破壊効果名は「融爆」。
OCGでは機械族モンスターと炎族モンスターを融合素材とする融合モンスターである。融合召喚時に相手フィールド上に存在するモンスター1体を選択して発動する事ができ、そのモンスターとこのカードを破壊して墓地へ送り、そのモンスターの攻撃力分のダメージを相手ライフに与える効果を持つ。
重爆撃禽 ボム・フェネクス（じゅうばくげきん-）
- レベル：8
- 属性：炎
- 種族：炎族
- 攻撃力：2800
- 守備力：2300

ボマーが使用する最上級モンスター。「エクストラ・フュージョン」によって呼び出された融合モンスター。本作では、対ジャック用のためのとっておきのフィール「フィール・プレッシャー」のためのモンスターとして召喚される。自身の効果により、現実化しサーキットに穴を開けるほどの絨毯爆撃を展開した。
1ターンに1度、フィールド上のカード1枚につき300ポイントダメージを相手ライフに与える効果となっている。
融合召喚の際の台詞は「燃え上がり飛翔せよ！！」。
攻撃名は「不死魔鳥急降下撃（フェネクス・ダイブ・アタック）」。相手にダメージを与える効果名は「不死魔鳥大空襲（フェネクス・ビッグ・エアレイド）」。
OCGでは機械族モンスターと炎族モンスターを融合素材とする融合モンスターである。ダメージを与える効果を使用したターン、自身は攻撃宣言ができないデメリットが追加された。
マシンナーズ・カノン
- レベル：8
- 属性：地
- 種族：機械族
- 攻撃力：0
- 守備力：2200

氷室仁が使用する最上級モンスター。対クロウ戦において先攻1ターン目から攻撃力3000を超える大型モンスターとして登場。
漫画では手札の「マシンナーズ」と名のついたモンスターを3体以上墓地に送った場合に通常召喚が可能であり、攻撃力はこの方法で墓地に送った枚数×800ポイントアップする。
OCGでは通常召喚できず、手札の機械族モンスターを任意の枚数墓地に送った場合に特殊召喚できる（一度正規の手順で特殊召喚した場合は墓地や除外された状態から特殊召喚可能）。
インフェルニティ・ジェネラル
- レベル：7
- 属性：闇
- 種族：悪魔族
- 攻撃力：2700
- 守備力：1500

鬼柳京介が使用する最上級モンスター。トーナメント1回戦ではフィニッシャーとなり、2回戦のアキ戦でも登場。
手札が0枚の時、墓地に存在するこのカードを除外する事で、レベル3以下の「インフェルニティ」と名の付くモンスター2体を効果を無効にして、墓地から特殊召喚する効果を持つ。
攻撃名は「煉獄断殺（インフェルニティ・ブレード）」。
BFT-漆黒のホーク・ジョー（ブラックフェザー・テイマー‐しっこく-）
- レベル：7
- 属性：闇
- 種族：戦士族
- 攻撃力：2600
- 守備力：2000

クロウの主力シンクロモンスターで、エースモンスター。
1ターンに1度、レベル5以上の「BF」と名の付くモンスター1体を特殊召喚する効果と、このカードの攻撃を他の「BF」と名の付くモンスターに変更する攻撃回避の2つの効果を持つ。
攻撃名は「アサルト・クロー」。
道化傀儡王パントミーメ（ジェスター・パペット・キング-）
- レベル：7
- 攻撃力：1600
- 守備力：2400

イェーガーの主力モンスターで、漫画・アニメ総合して、5D's作品初の儀式モンスター。儀式魔法は『道化傀儡の奇術団（ジェスター・パペット・サーカス）』。
戦闘する相手モンスターと同じ攻撃力になる効果と、シンクロモンスターには破壊されないの2つの効果を持つ。
相手モンスターと同じ攻撃力になる効果名は「究極形態模写（セカンドオリジナル）」。
究極神 アルティマヤ・ツィオルキン（きゅうきょくしん-）
- レベル：0
- 属性：闇
- 種族：ドラゴン族
- 攻撃力：0
- 守備力：0

究極神の力を得たレクス・ゴドウィンが使用するシンクロモンスターであり、レクス曰く、モンスターでなく、神。
お互いのプレイヤーは1ターンに1枚しかカードを伏せられない効果と、自分場にカードが伏せられた時召喚条件を無視して決闘竜一体を特殊召喚出来る効果と、決闘竜が場にいる時、自身には攻撃出来ない効果と、1ターンに1度自身の破壊を無効に出来る効果と、決闘竜がいない時に戦闘する時、相手の攻撃モンスターと同じ攻撃力になり、相手の伏せカード1枚を破壊できる効果と、5つの効果を持つ。
その姿は、アニメで遊星達を助ける側だった「赤き竜」を流用したもの。シンクロ召喚時、白紙のカードに目覚めた究極神が宿ることでカード化した。
シンクロ召喚の際の台詞は「混沌の次元より湧き出でし力の源！！ 原点にして全ての頂点！！ この現世でその無限の渇望を暫し潤すがよい！！」。
破壊を無効にする効果名は「神の護り（マヤクール・バルバ）」、攻撃も兼ね備えた破壊する効果名は「神の怒り（マヤクール・スイオラル）」。
究極幻神 アルティミトル・ビシバールキン（きゅうきょくげんしん-）
- レベル：0
- 攻撃力：0
- 守備力：0

レクス・ゴドウィンの体を完全に乗っ取った究極神が使用するシンクロモンスターであり、究極神曰く「余そのもの」。墓地にアルティマヤ・ツィオルキンが存在する場合のみシンクロ召喚可能。
お互いのターンに一度、場全て（と世界全体）をリリース不能の「邪眼神（ウチャツィミーメ）トークン」で埋め尽くす効果と、場のモンスター1体につき攻撃力を1000上昇する効果と、破壊耐性と、自身の破壊を無効にした時、相手場のモンスターを全て破壊し、破壊したモンスター1体につき200のダメージを与える効果と、4つの効果を持つ。このため、実質の攻撃力はほぼ毎ターン10000となる。
その姿は、究極神の上半身とアルティマヤ・ツィオルキンの体を合わせた姿である。このデザインになった理由は、アルティマヤ・ツィオルキン召喚後、読者から「究極神の像は人の形なのにどうして竜が出てくるのか」という質問が大量に寄せられたため。
シンクロ召喚の際の台詞は「決闘ノ地平ニ君臨スル最初ニシテ最後ノ神！！ 混沌ヲ束ネ姿無キ身ヲ現世ニ映サン！！」。
攻撃（天撃）名は「天聖雷撃（マヤクール・カクター）」、相手場のモンスターを破壊する効果名は「天聖風軍（マヤクール・イク・ホルカン）」。
OCGでは破壊耐性は効果のみとなっている。またモンスター破壊効果はなくなり、邪眼神トークンもリリース不可の制約がなくなっている。

## 書誌情報
- 彦久保雅博（ストーリー） / 佐藤雅史（作画） / スタジオ・ダイス（協力） 『遊☆戯☆王5D's』 集英社〈ジャンプ・コミックス〉、全9巻
  1. 「決闘疾走者、遊星!!」2010年4月30日第1刷発行（同日発売[集 1]）、ISBN 978-4-08-870063-2
  2. 「開幕!! D1GP!!」2010年12月31日第1刷発行（12月29日発売[集 2]）、ISBN 978-4-08-870172-1
  3. 「決闘竜!!」2011年9月7日第1刷発行（9月2日発売[集 3]）、ISBN 978-4-08-870323-7
  4. 「シンクロVSシンクロ!!」2012年6月9日第1刷発行（6月4日発売[集 4]）、ISBN 978-4-08-870438-8
  5. 「守るべきモノ!!」2013年1月9日第1刷発行（1月4日発売[集 5]）、ISBN 978-4-08-870564-4
  6. 「天錠覇王への血路!!」2013年8月7日第1刷発行（8月2日発売[集 6]）、ISBN 978-4-08-870793-8
  7. 「運命のラストドロー!!」2014年3月9日第1刷発行（3月4日発売[集 7]）、ISBN 978-4-08-880039-4
  8. 「光のフィール!!」2014年10月8日第1刷発行（10月3日発売[集 8]）、ISBN 978-4-08-880205-3
  9. 「永遠の決闘疾走者!!」2015年6月9日第1刷発行（6月4日発売[集 9]）、ISBN 978-4-08-880343-2